# Leptochiton deecresswellae
Leptochiton deecresswellae är en blötdjursart som beskrevs av Anseeuw och Terryn 2002. Leptochiton deecresswellae ingår i släktet Leptochiton och familjen Leptochitonidae. Inga underarter finns listade i Catalogue of Life.